# Thamnophilus melanonotus
Thamnophilus melanonotus là một loài chim trong họ Thamnophilidae.